# Polystigma halimodendri
Polystigma halimodendri är en svampart som först beskrevs av K.E. Murasjkinskij, och fick sitt nu gällande namn av Kalymb. 1969. Polystigma halimodendri ingår i släktet Polystigma och familjen Phyllachoraceae.   Inga underarter finns listade i Catalogue of Life.